# Arthur Lloyd Thomas
Arthur Lloyd Thomas (ur. 22 sierpnia 1851 w Chicago, zm. 15 września 1924 w Salt Lake City) – amerykański przedsiębiorca, urzędnik i polityk, gubernator Terytorium Utah w latach 1889–1893.

## Życiorys
Dorastał w Pittsburghu. Pracował w administracji Izby Reprezentantów. Przez 8 lat piastował stanowisko sekretarza Terytorium Utah, następnie od 1889 do 1893 był jego gubernatorem. Za jego kadencji rozwinięto sieć bezpłatnych publicznych szkół i zapewniono irygację. Stosował amnestię wobec mormońskich poligamistów
. Bezskutecznie ubiegał się o republikańską nominację w wyborach na gubernatora z 1895 roku (Utah stała się wówczas już stanem). Od 1898 do 1914 kierował pocztą w Salt Lake City. W tym czasie zajmował się także działalnością wydawniczą, górniczą i obrotem ziemią. Zmarł w 1914.
Był żonaty z Heleną Reinberg (1853–1888), miał z nią czwórkę dzieci. Pochowany na cmentarzu Mount Olivet w Salt Lake City.